# Annapolis
Annapolis es la capital del estado de Maryland, Estados Unidos, y la sede del condado de Anne Arundel. La ciudad forma parte del área metropolitana de Baltimore, está ubicada a orillas del río Severn, a unos 3 km (2 mi) de la entrada de la bahía de Chesapeake, a 40 km (26 mi) al sudeste de Baltimore y aproximadamente a la misma distancia de Washington D. C. En Annapolis se encuentra la Academia Naval de los Estados Unidos.

## Historia
En 1649 exiliados puritanos provenientes de Virginia y liderados por William Stone establecieron un asentamiento llamado Providencia en la costa norte del río Severn. Estos primeros habitantes pronto se desplazaron hacia un puerto mejor protegido en la costa sur fundando un pueblo que recibió una sucesiva serie de nombres hasta que en 1694 Sir Francis Nicholson ubicó la capital de la colonia real allí recibiendo el nombre de Annapolis en honor a la Princesa Ana, quien pronto sería Reina de Gran Bretaña. En 1708 la población fue elevada al rango de ciudad. Desde mediados del siglo XVIII hasta la guerra de independencia, Annapolis se caracterizó por su sociedad cultivada y pudiente. La Gazeta de Maryland, que se convirtió en un semanario importante, fue fundada por Jonas Green en 1745; en 1769 abrió un teatro; durante este período fue importante centro de comercio, para luego declinar con el surgimiento de Baltimore, en 1780, como puerto de entrada y actualmente la principal actividad comercial de la ciudad es su centro de procesamiento de ostras.

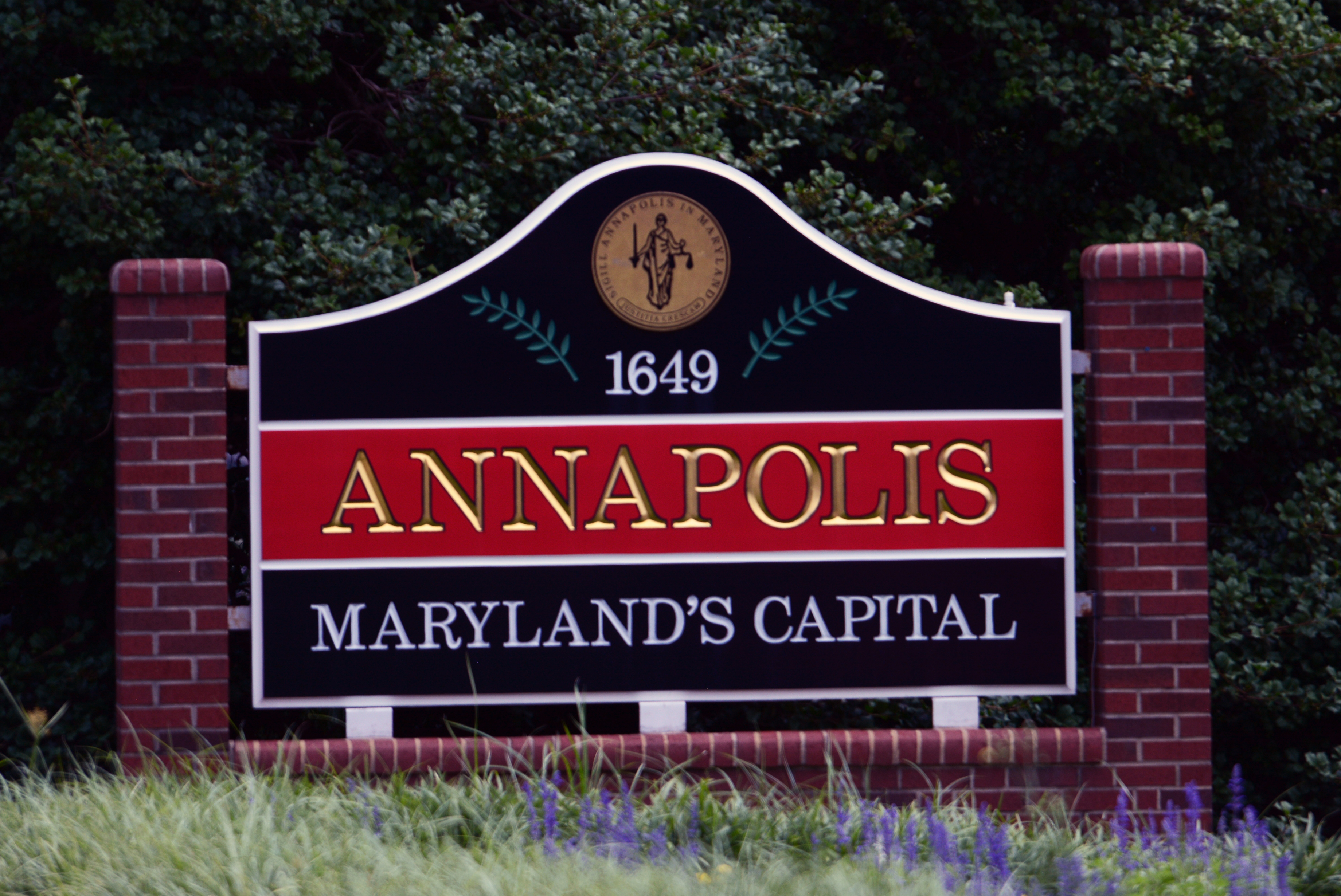
Letrero en Annapolis

Annapolis se convirtió en la capital temporal de los Estados Unidos luego de firmarse el Tratado de París en 1783. El Congreso tuvo sus sesiones en la sede del estado entre el 26 de noviembre de 1783 y el 3 de junio de 1784. El 23 de diciembre de 1783 el general Washington renunció en Annapolis a su puesto de comandante en jefe del ejército continental. En 1786, se invitó a participar a representantes de todos los estados a una convención para tratar el tema de las reglas de comercio, pero solo asistieron delegados de cinco estados (Nueva York, Pensilvania, Virginia, Nueva Jersey y Delaware). Los representantes decidieron convocar a una nueva convención en Filadelfia al año siguiente con el fin de aprobar correcciones a los artículos de la confederación. En esa convención de Filadelfia se aprobó la Constitución de los Estados Unidos de América.

### 1849-1900
Durante la guerra de Secesión, se estableció un campo de prisioneros en Annapolis. Con la prolongaciòn del conflicto, los territorios vecinos fueron habilitados para que fueran habitados por prisioneros liberados bajo palabra. La zona donde se establecieron esos prisioneros liberados todavía se llama Palabra (Parole) y muchas casas del lugar, que todavía existen, datan de esa época.

## Geografía
Annapolis se encuentra ubicada en las coordenadas 38°58′20″N 76°30′23″O / 38.97222, -76.50639. Según la Oficina del Censo de los Estados Unidos, Annapolis tiene una superficie total de 20.99 km², de la cual 18.61 km² corresponden a tierra firme y (11.36%) 2.39 km² es agua.

### Clima
| Parámetros climáticos promedio de Annapolis, Maryland (normales 1991-2020, extremos 1894–presente) | Parámetros climáticos promedio de Annapolis, Maryland (normales 1991-2020, extremos 1894–presente) | Parámetros climáticos promedio de Annapolis, Maryland (normales 1991-2020, extremos 1894–presente) | Parámetros climáticos promedio de Annapolis, Maryland (normales 1991-2020, extremos 1894–presente) | Parámetros climáticos promedio de Annapolis, Maryland (normales 1991-2020, extremos 1894–presente) | Parámetros climáticos promedio de Annapolis, Maryland (normales 1991-2020, extremos 1894–presente) | Parámetros climáticos promedio de Annapolis, Maryland (normales 1991-2020, extremos 1894–presente) | Parámetros climáticos promedio de Annapolis, Maryland (normales 1991-2020, extremos 1894–presente) | Parámetros climáticos promedio de Annapolis, Maryland (normales 1991-2020, extremos 1894–presente) | Parámetros climáticos promedio de Annapolis, Maryland (normales 1991-2020, extremos 1894–presente) | Parámetros climáticos promedio de Annapolis, Maryland (normales 1991-2020, extremos 1894–presente) | Parámetros climáticos promedio de Annapolis, Maryland (normales 1991-2020, extremos 1894–presente) | Parámetros climáticos promedio de Annapolis, Maryland (normales 1991-2020, extremos 1894–presente) | Parámetros climáticos promedio de Annapolis, Maryland (normales 1991-2020, extremos 1894–presente) |
| Mes                                                                                                | Ene.                                                                                               | Feb.                                                                                               | Mar.                                                                                               | Abr.                                                                                               | May.                                                                                               | Jun.                                                                                               | Jul.                                                                                               | Ago.                                                                                               | Sep.                                                                                               | Oct.                                                                                               | Nov.                                                                                               | Dic.                                                                                               | Anual                                                                                              |
| -------------------------------------------------------------------------------------------------- | -------------------------------------------------------------------------------------------------- | -------------------------------------------------------------------------------------------------- | -------------------------------------------------------------------------------------------------- | -------------------------------------------------------------------------------------------------- | -------------------------------------------------------------------------------------------------- | -------------------------------------------------------------------------------------------------- | -------------------------------------------------------------------------------------------------- | -------------------------------------------------------------------------------------------------- | -------------------------------------------------------------------------------------------------- | -------------------------------------------------------------------------------------------------- | -------------------------------------------------------------------------------------------------- | -------------------------------------------------------------------------------------------------- | -------------------------------------------------------------------------------------------------- |
| Temp. máx. abs. (°C)                                                                               | 25                                                                                                 | 28.3                                                                                               | 33.3                                                                                               | 35                                                                                                 | 36.7                                                                                               | 39.4                                                                                               | 40.6                                                                                               | 41.1                                                                                               | 37.2                                                                                               | 34.4                                                                                               | 29.4                                                                                               | 25.6                                                                                               | 41.1                                                                                               |
| Temp. máx. media (°C)                                                                              | 6.2                                                                                                | 7.3                                                                                                | 11.7                                                                                               | 17.6                                                                                               | 22.8                                                                                               | 27.5                                                                                               | 30                                                                                                 | 28.7                                                                                               | 25.2                                                                                               | 19.5                                                                                               | 13.4                                                                                               | 8.4                                                                                                | 18.2                                                                                               |
| Temp. media (°C)                                                                                   | 2.5                                                                                                | 3.6                                                                                                | 7.6                                                                                                | 13                                                                                                 | 18.4                                                                                               | 23.7                                                                                               | 26.1                                                                                               | 25.1                                                                                               | 21.7                                                                                               | 15.4                                                                                               | 9.6                                                                                                | 4.8                                                                                                | 14.3                                                                                               |
| Temp. mín. media (°C)                                                                              | -1.2                                                                                               | -0.3                                                                                               | 3.5                                                                                                | 8.4                                                                                                | 14.1                                                                                               | 19.8                                                                                               | 22.2                                                                                               | 21.4                                                                                               | 18.2                                                                                               | 11.2                                                                                               | 5.7                                                                                                | 1.2                                                                                                | 10.4                                                                                               |
| Temp. mín. abs. (°C)                                                                               | -22.2                                                                                              | -21.1                                                                                              | -12.2                                                                                              | -10.6                                                                                              | 0                                                                                                  | 1.7                                                                                                | 10                                                                                                 | 7.8                                                                                                | 2.8                                                                                                | -3.3                                                                                               | -10.6                                                                                              | -18.3                                                                                              | -22.2                                                                                              |
| Precipitación total (mm)                                                                           | 72.1                                                                                               | 60.5                                                                                               | 96.5                                                                                               | 85.9                                                                                               | 80                                                                                                 | 102.6                                                                                              | 125.5                                                                                              | 108.5                                                                                              | 130.6                                                                                              | 102.6                                                                                              | 77                                                                                                 | 75.7                                                                                               | 1117.3                                                                                             |
| Días de precipitaciones (≥ 0.2 mm)                                                                 | 9.0                                                                                                | 9.0                                                                                                | 11.0                                                                                               | 11.0                                                                                               | 12.0                                                                                               | 11.0                                                                                               | 12.0                                                                                               | 11.0                                                                                               | 10.0                                                                                               | 9.0                                                                                                | 8.0                                                                                                | 10.0                                                                                               | 116.0                                                                                              |
| Fuente: NOAA                                                                                       | | | | | | | | | | | | | |

## Demografía

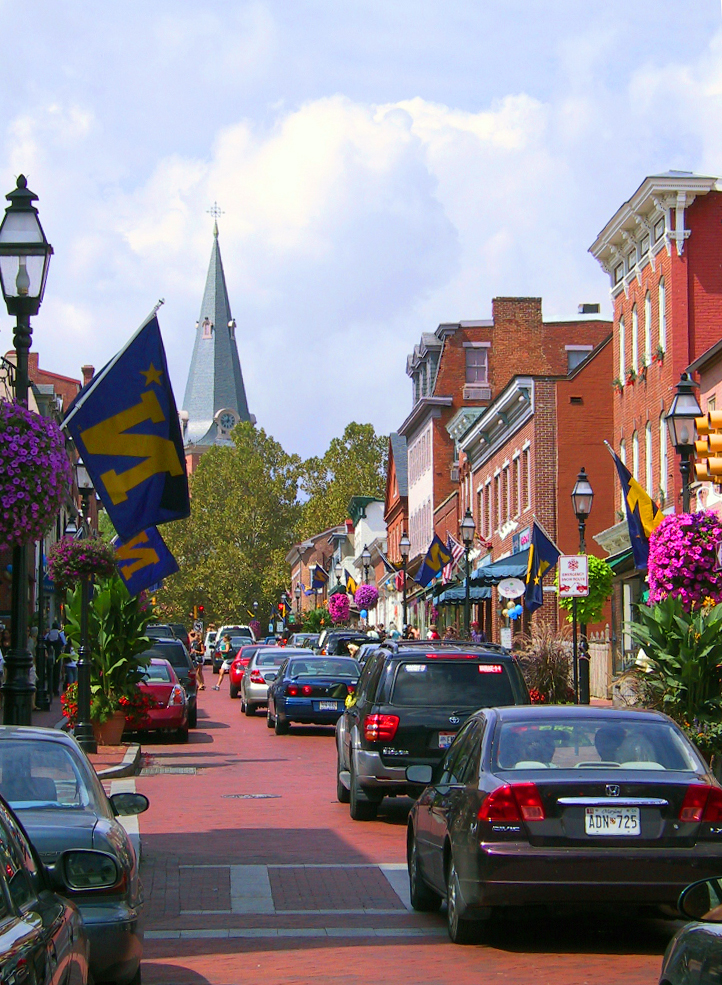
Calle principal en el centro de Annapolis.

Según el censo de 2010, había 38.394 personas residiendo en Annapolis. La densidad de población era de 1.829 hab./km². De los 38.394 habitantes, Annapolis estaba compuesto por el 60.1% blancos, el 26% eran afroamericanos, el 0.25% eran amerindios, el 2.11% eran asiáticos, el 0.03% eran isleños del Pacífico, el 8.95% eran de otras razas y el 2.57% pertenecían a dos o más razas. Del total de la población el 16.79% eran hispanos o latinos de cualquier raza.

## Música
De este estado es originaria la reconocida banda de hard-core Mindset. También es nativo de la ciudad el guitarrista y tecladista Billy Martin, de la banda pop punk Good Charlotte.